# 喬·普羅法奇
朱塞佩·普羅法奇（義大利語：Giuseppe Profaci，義大利語：[dʒuˈzɛppe proˈfaːtʃi]，1897年10月2日—1962年6月6日），暱稱喬·普羅法奇（英語：Joe Profaci），生於意大利王國西西里島巴勒莫省维拉巴泰，是紐約市的美國黑手黨（La Cosa Nostra）老大，他是今天被稱為哥倫布犯罪家族的創始人，成立於1928年，這是五大家族中最後一個被組織起來的家族。他成為該家族的老大超過三十年。

## 深入閱讀
- Capeci, Jerry. . Indianapolis: Alpha Books. 2001. ISBN 0-02-864225-2.

## 外部連結
- Seize the Night: Joseph Profaci